# Gomphomastax gussakovskii
Gomphomastax gussakovskii is een rechtvleugelig insect uit de familie Eumastacidae. De wetenschappelijke naam van deze soort is voor het eerst geldig gepubliceerd in 1950 door Mishchenko.